# Polnisch-russische Beziehungen

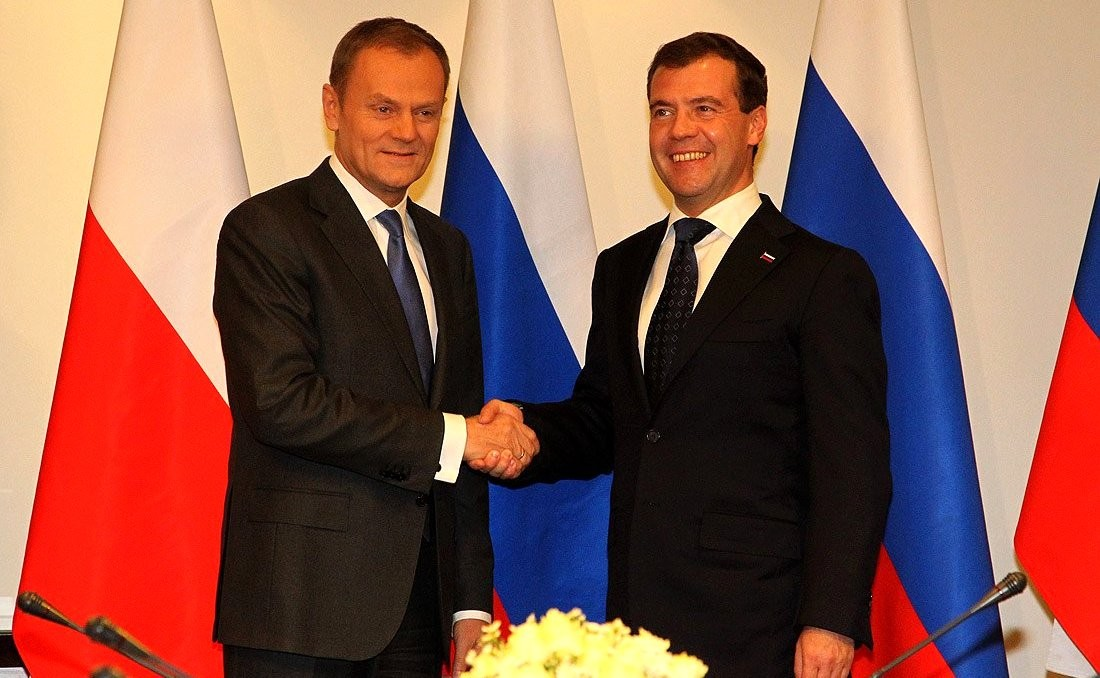
Donald Tusk und Dmitri Medwedew (2010)

Die polnisch-russischen Beziehungen gehören zu den ältesten und wichtigsten in Europa. Sie gehen bis auf das Mittelalter zurück, als das Königreich Polen und die Kiewer Rus und später das Großfürstentum Moskau um die Vorherrschaft in Osteuropa konkurrierten. Im Laufe der Jahrhunderte gab es mehrere polnisch-russische Kriege, wobei Polen einst Moskau besetzte und später Russland große Teile Polens kontrollierte, was zu angespannten Beziehungen und mehreren polnischen Versuchen führte, die eigene Unabhängigkeit wiederzuerlangen. Nach dem für beide Länder sehr verlustreichen Zweiten Weltkrieg waren die Volksrepublik Polen und die Sowjetunion nominell Verbündete im Warschauer Pakt. Diese Zeit wurde von den Polen im Nachhinein allerdings als russische Oberherrschaft und Unterdrückung der eigenen Souveränität angesehen. Die polnisch-russischen Beziehungen traten nach dem Ende des Ostblocks ab 1989 in eine neue Phase ein, als sich die Beziehungen unter dem sowjetischen Premierminister Michail Gorbatschow und dem späteren russischen Präsidenten Boris Jelzin verbesserten. Mit dem erneuten russischen Expansionismus unter Wladimir Putin, beginnend mit dem Kaukasuskrieg 2008 und dem Russisch-Ukrainischen Krieg ab 2014 verschlechterten sie sich allerdings wieder und erreichten nach dem russischen Angriff auf die Ukraine 2022 ihren Tiefpunkt im 21. Jahrhundert.

## Geschichte

### Mittelalter
Eines der frühesten bekannten Ereignisse in der russisch-polnischen Geschichte geht auf das Jahr 981 zurück, als der Großfürst von Kiew, Wladimir I., dem Herzogtum Polen das Tscherwener Burgenland entriss. Im Jahr 966 nahm Polen das römische Christentum an, während die Kiewer Rus von Konstantinopel christianisiert wurde. Im Jahr 1054 wurde die christliche Kirche durch die innerchristliche Spaltung formell in einen katholischen und einen orthodoxen Zweig geteilt, wodurch die Polen von den Ostslawen getrennt wurden, was einen großen Einfluss auf die spätere kulturelle Entwicklung beider Länder haben sollte. 1018 wandte sich der aus Kiew geflohene Swjatopolk der Verfluchte hilfesuchend an den polnischen König Bolesław I. den Tapferen, der Jaroslaw den Weisen in der Schlacht am Bug besiegte. Der Kiewer Feldzug von Bolesław I. wurde mit der Einnahme der Stadt gekrönt, doch anstatt die Macht an Swjatopolk zu übertragen, begann Bolesław, selbst in der Stadt zu regieren. Daraufhin kam es zu einem Aufstand der Kiewer Bevölkerung, welche Bolesław aus der Stadt vertrieben. Eine ähnliche Geschichte ereignete sich 1069, als der Kiewer Großfürst Isjaslaw I. nach Polen zu seinem Neffen Bolesław II. dem Tapferen ging und dieser nach einer Reise nach Kiew in den dynastischen Streit der Rus zugunsten von Isjaslaw eingriff. Der Legende nach wurde ein Reliquienschwert namens Szczerbiec, das bei den Krönungen der polnischen Könige verwendet wurde, eingekerbt, als entweder Boleslaw I. oder Boleslaw II. das Goldene Tor in Kiew durchschlug (diese Legende wird allerdings durch die wissenschaftliche Datierung der Entstehungszeit des Schwertes nicht gestützt). Daneben war auch der Kampf um die Kontrolle über das Tscherwener Burgenland ein Grund für verschiedene Konflikte zwischen den beiden Staaten.
Gleichzeitig gab es auch in der Kiewer Rus und in Polen lange Perioden der friedlichen Koexistenz und des kulturellem Austauschs. Die Herrscherhäuser beider Staaten heirateten untereinander und es wurden auch militärische Bündnisse geschlossen. So schloss der polnische König Kasimir I. im Jahr 1042 ein Bündnis mit Jaroslaw und heiratete seine Tochter Maria Dobroneg. Der Chronik zufolge schloss der Fürst von Smolensk Wladimir Wsewolodowitsch Monomach 1074 in Suteisk Frieden mit Bolesław II. und kam 1076 zusammen mit dem Fürsten von Wolhynien Oleg Swjatoslawitsch den Polen bei einem Feldzug gegen die Tschechen zu Hilfe. Der Großfürst von Kiew, Swjatopolk II., schloss Frieden mit dem polnischen König Bolesław III. Schiefmund, der 1103 seine Tochter Zbysława von Kiew heiratete; als in Polen ein Kampf zwischen Boleslaw III. und seinem Bruder Zbigniew ausbrach, kamen die Truppen der Rus dem König zu Hilfe und zwangen Zbigniew zur Anerkennung seiner Macht.
Wie die Fürstentümer, die aus dem Zerfall der Kiewer Rus hervorgingen, erlebte auch Polen im 13. Jahrhundert mehrere Mongoleneinfälle, doch trotz der Verwüstungen setzte sich das mongolische Joch nicht durch, was Polen in der Folge einen Vorteil bei der Entwicklung von Handel und politischen Institutionen verschaffte. Im Jahr 1340 starb Wladimir Lwowitsch, der letzte galizische Erbe der Rurikidendynastie, woraufhin das galizische Fürstentum von Kasimir III. dem Großen erobert und dem Königreich Polen angegliedert wurde.

### Neuzeit

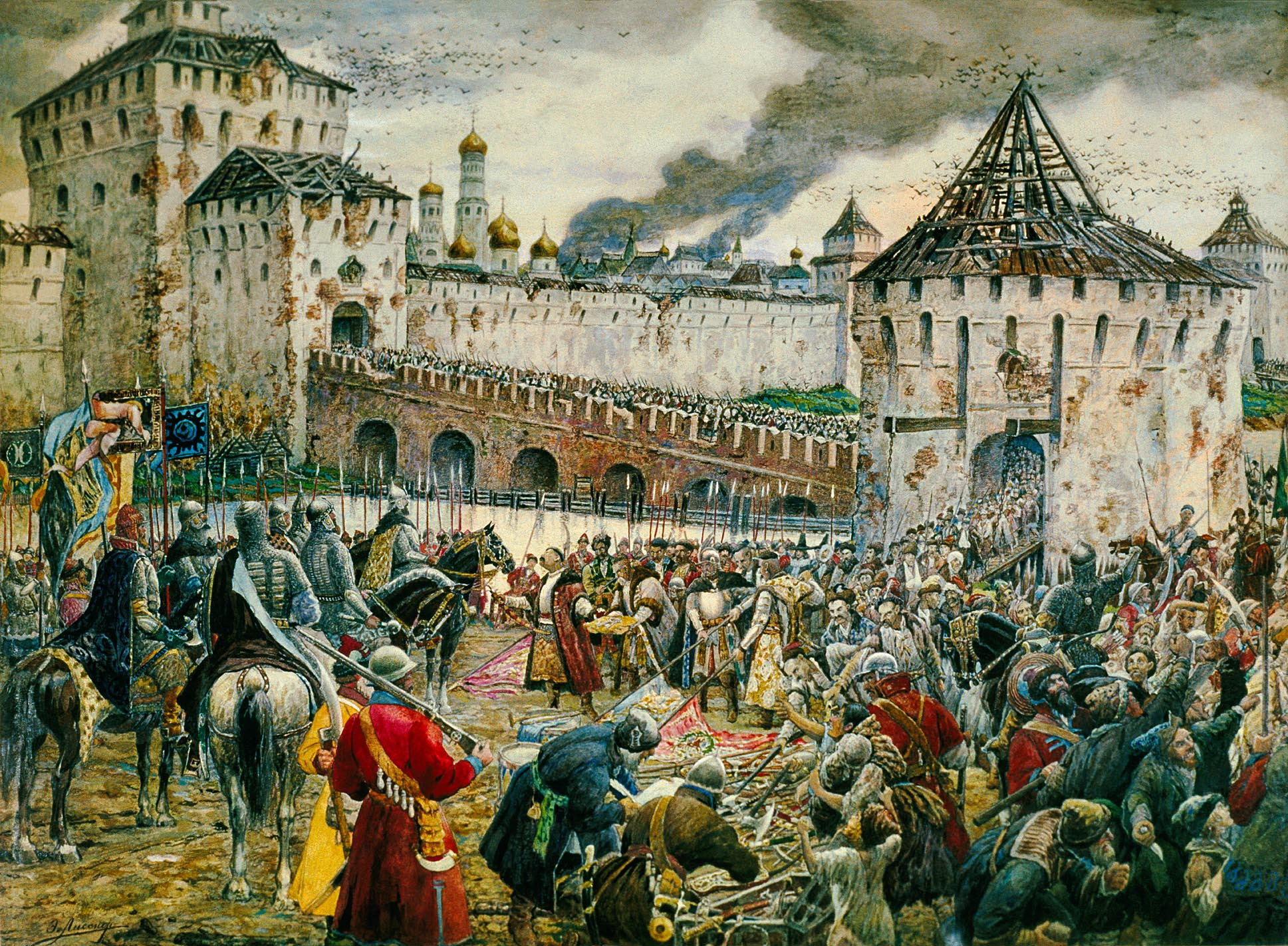
Polnisch-litauische Garnison kapituliert im Moskauer Kreml 1612 vor dem russischen Volkssturm

Während der Mongolenherrschaft bildete sich das Großfürstentum Moskau nach und nach als stärkster ostslawischer Staat heraus, während zwischen dem Königreich Polen und dem Großfürstentum Litauen 1385 mit der Union von Krewo eine Personalunion vereinbart wurde, welche 1569 mit der Lubliner Union zu einer Realunion (Polen-Litauen) wurde. Laut dem polnischen Historiker Andrzej Nowak war es die polnische Union mit Litauen, die das nach Westen orientierte katholische Polen und das orthodoxe Russland auf einen Jahrhunderte anhaltenden Konfrontationskurs brachte. Der Kampf um die Gebiete der Rus zwischen den unterschiedlichen Reichen hatte dabei auch eine starke religiöse und ideologische Komponente. Die Beziehungen zwischen Polen und Russland waren angespannt, da das zunehmend verzweifelte Großfürstentum Litauen das Königreich Polen in die Russisch-Litauischen Kriege verwickelte. Zwar gab es gelegentlich Versuche, ein Bündnis zwischen Polen-Litauen und Russland zu schließen (einschließlich mehrerer Versuche, die russischen Zaren auf den polnischen Thron zu setzen und eine Polnisch-Litauisch-Russische Union zu gründen), doch scheiterten sie alle. Stattdessen kam es zu mehreren Kriegen. Insbesondere während des Polnisch-russischen Krieges (1605–1618) nutzte Polen die durch die Zeit der Wirren verursachte Schwächung Moskaus aus und unterstützte mehrere Hochstapler (siehe Pseudodimitri I. und Pseudodimitri II.), die sich als Thronerben inszenierten. Schließlich kam es zum direkten Krieg, im Zuge dessen die Polen 1610 Moskau einnahmen und die Russen den polnischen Königssohn Władysław IV. Wasa als Zaren krönten. 1612 wurden die Polen jedoch im Zuge eines Volksaufstandes aus Moskau vertrieben, den Thron bestieg die Romanow-Dynastie. Russland revanchierte sich, indem es den kommenden machtpolitischen Niedergang von Polen-Litauen ausnutzte (insbesondere infolge des Chmelnyzkyj-Aufstandes der Saporoger Kosaken und des Vertrages von Perejaslaw) und seine Grenzen nach dem Russisch-Polnischen Krieg (1654–1667) nach Westen verlagerte.
Zu Beginn des 18. Jahrhunderts verkam das politische System der Rzeczpospolita (Goldene Freiheit) zur Anarchie, während Russland unter dem autokratischen Modell Peters des Großen und seinen Reformen zur europäischen Großmacht mit der Vormachtstellung im Ostseeraum aufstieg. Die Russen konnten nach Belieben politisch und militärisch in die inneren Angelegenheiten Polens eingreifen (siehe Polnischer Erbfolgekrieg, Stummer Sejm). Das geschwächte Polen geriet so in zunehmende Abhängigkeit von Sankt Petersburg.

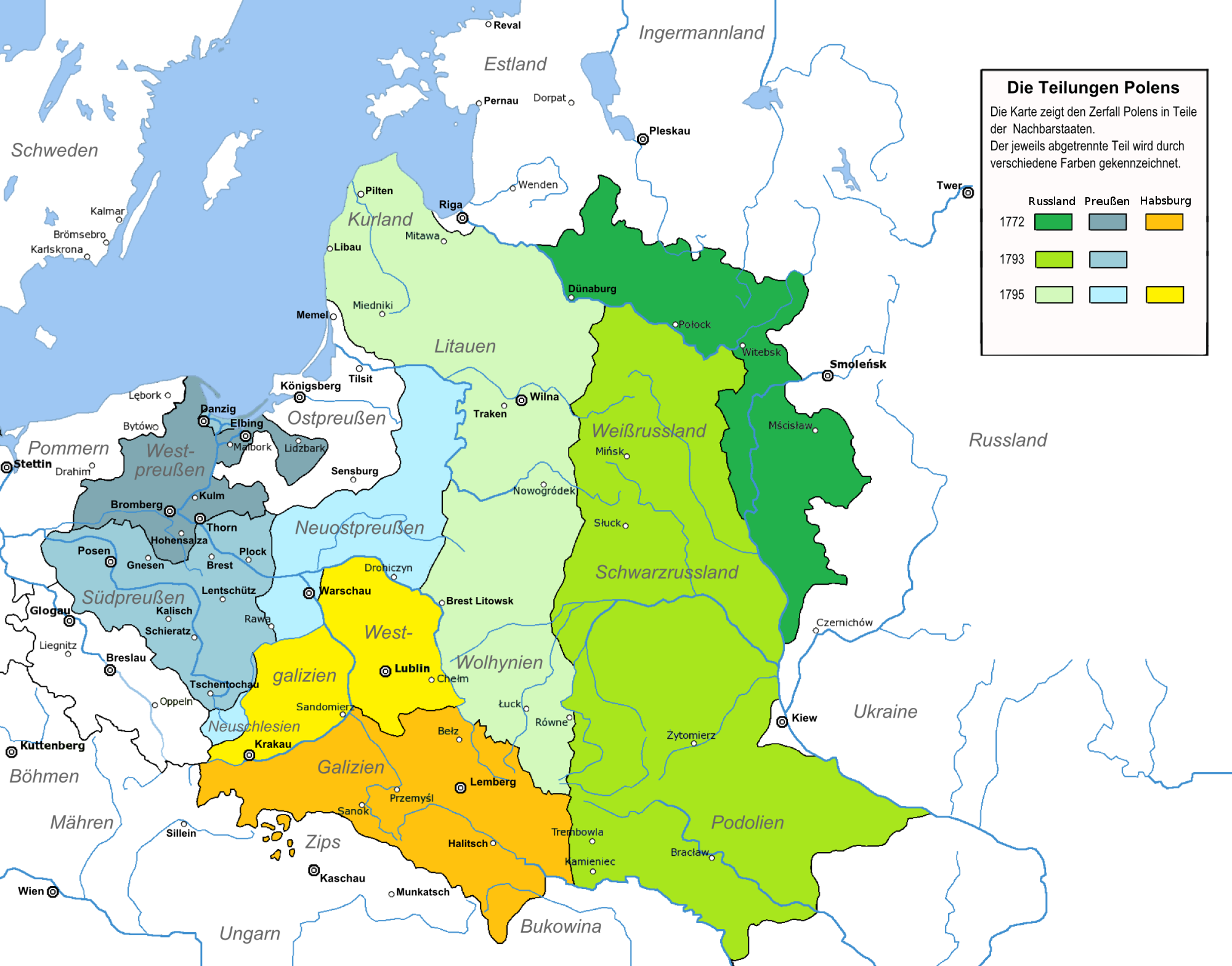
Teilungen Polens

Nach dem Scheitern der Konföderation von Bar, die sich dem russischen politischen und militärischen Einfluss in Polen widersetzte, kam es 1772 zur Ersten Teilung, gefolgt von der Zweiten und der Dritten Teilung Polens. Bis 1795 hatten die drei Teilungen Polens das Land von der europäischen Landkarte verschwinden lassen und die polnisch besiedelten Gebiete gerieten unter preußische, österreichische und russische Herrschaft. Eine wichtige Rolle spielte dabei die sogenannte Dissidentenfrage, die sich um die Diskriminierung der Nichtkatholiken drehte. Sie gab den Nachbarn Polens die Möglichkeit, sich als Schutzmächte der in Polen-Litauen unterdrückten religiösen Minderheiten zu präsentieren. Insbesondere Russland begriff sich als Schutzmacht der zahlreichen orthodoxen ostslawischen Bevölkerung. Katharina die Große bestand darauf, dass sie lediglich Gebiete zurückholt, die Russland (als Fortsetzung der Rus) vor Jahrhunderten unrechtmäßig entrissen wurden.
Nach der Ersten Teilung erlebte Polen jedoch einen kulturellen und politischen Aufschwung, der in der Verfassung vom 3. Mai 1791 und dem Kościuszko-Aufstand von 1794 gipfelte. Viele polnische Auswanderer und Freiwillige stellten sich auf die Seite des revolutionären und napoleonischen Frankreichs in dessen Kämpfen mit denselben Mächten (Russland, Österreich und Preußen), die Polen geteilt hatten. Dies wiederum bestärkte die Russen in der Ansicht, dass sie der Sicherheit wegen auch das eigentliche Polen kontrollieren müssen. Nach dem Wiener Kongress von 1815 wurde Kongresspolen geschaffen, welches eine gewisse Autonomie gegenüber dem russischen Zaren besaß. Nach mehreren Aufständen (darunter dem Novemberaufstand und dem Januaraufstand), welche sich gegen die Russifizierung richtete, verstärkte Russland die Unterdrückung und führte eine Politik ein, die darauf abzielte, alle Spuren der früheren polnischen Herrschaft oder des polnischen kulturellen Einflusses zu beseitigen. 1867 wurde die lokale Autonomie aufgehoben und Polen wurde direkt von Moskau aus als Weichselland regiert. Erst durch die russische Niederlage im Ersten Weltkrieg (1914–1918) konnte Polen schließlich als Zweite Polnische Republik seine Unabhängigkeit wiedererlangen.

### Polnisch-sowjetische Beziehungen
Nach dem Sturz der Romanow-Dynastie in der Russischen Revolution zwang das Deutsche Reich das neue bolschewistische Regime von Wladimir Lenin, den Vertrag von Brest-Litowsk zu unterzeichnen, in dem Russland seine Westgebiete in die Unabhängigkeit entlassen musste. Unmittelbar nach der Wiedererlangung der Unabhängigkeit 1918 nach der Niederlage Deutschlands an der Westfront sah sich Polen mit einem Krieg mit dem neuen bolschewistischen Russland konfrontiert, wobei der Polnisch-Sowjetische Krieg schließlich mit einem polnischen Sieg bei Warschau endete und Lenins Pläne, seine Rote Armee nach Westen zu schicken, um eine weltweite kommunistische Revolution zu beginnen, zunichtemachte. Allerdings scheiterte Polen mit seinen Kriegszielen, die von der Sowjetunion besetzten Gebiete wie die Ukraine, Weißrussland und Litauen zu annektieren und ein polnisch dominiertes Intermarum bis ans Schwarze Meer zu schaffen. Die Beziehungen zu Sowjetrussland blieben in der Zwischenkriegszeit angespannt und von beidseitigem Misstrauen geprägt. Die Sowjetunion unterstützte die Kommunistische Partei Polens und Polen schickte seinerseits Geheimagenten über die Grenze, um zur Rebellion gegen die sowjetische Herrschaft aufzurufen, was Stalin dazu veranlasste, die polnische Minderheit in der Sowjetunion mit nationalistischen Dissidenten und terroristischen Gruppen in Verbindung zu bringen. Der NKWD tötete während der Polnischen Operation über 100.000 Polen und deportierte viele Familien nach Kasachstan. Die Furcht vor einer polnischen Invasion und Spionage von außen rechtfertigte auch die allgemeinen internen Repressionen der Großen Säuberung in den 1930er Jahren. Dennoch schlossen die UdSSR und Polen 1932 einen formellen Nichtangriffspakt.

Molotow-Ribbentrop-Pakt (1939)

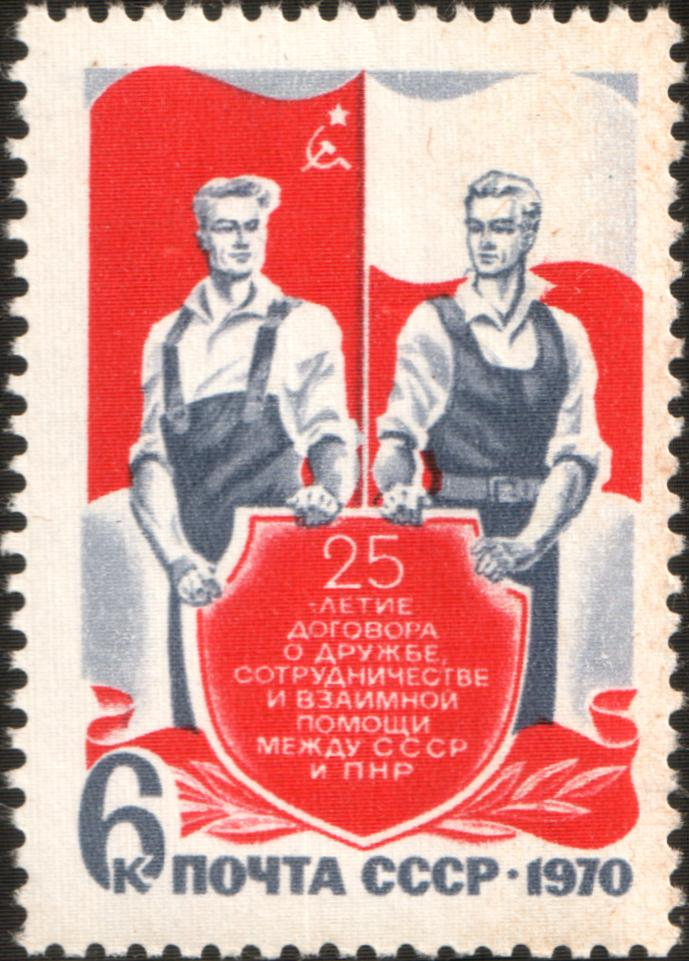
Briefmarke von 1970, welche das 25-jährige Jubiläum eines polnisch-sowjetischen Freundschaftsvertrages feiert

Durch den Molotow-Ribbentrop-Pakt von 1939 vereinbarten die Sowjetunion und NS-Deutschland unter Hitler die Aufteilung Polens. Der sowjetische Einmarsch in Ostpolen, der hauptsächlich von ukrainischen Einheiten der Roten Armee unter Semjon Timoschenko durchgeführt wurde, ermöglichte es der Sowjetunion, einen Großteil Ostpolens an die Ukraine und Weißrussland anzugliedern. Die meisten Offiziere der polnischen Streitkräfte, die von der Sowjetunion gefangen genommen wurden, wurden getötet, während viele Soldaten in Gulags kamen. Die folgenden Jahre sowjetischer Repressionen gegen polnische Bürger, insbesondere der brutale Massenmord an mehr als 20.000 polnischen Offizieren, Polizisten und Intellektuellen im Jahr 1940, der als Massaker von Katyn bekannt wurde, und die anschließende sowjetische Verleugnung für 50 Jahre, wurden zu einem weiteren Ereignis mit nachhaltigen negativen Auswirkungen auf die polnisch-russischen Beziehungen. Nach dem Angriff der Deutschen auf die Sowjetunion wurden die Sowjets und die Polen wieder zu nominellen Verbündetend und kooperierten bei der Bekämpfung der Deutschen. Der Aufstand der polnischen Heimatarmee 1944 in der Hauptstadt fiel zeitlich mit der Lublin-Brest-Offensive der Roten Armee und der 1. Polnischen Armee auf die östlichen Vororte der Stadt und dem Rückzug der deutschen Truppen zusammen. Die Rote Armee kam den Aufständischen in Warschau aber nicht zu Hilfe und ließ Warschau der kompletten Zerstörung durch die Deutschen mit bis zu 200.000 Toten anheimfallen, mutmaßlich da Stalin die Heimatarmee als potenzielles Hindernis zur Errichtung einer sowjetischen Herrschaft ansah. Die Umstände der „Befreiung“ Warschaus durch die Sowjets belasteten die gemeinsamen Beziehungen ebenfalls nachhaltig.
Stalin war entschlossen, die neue polnische Regierung zu seinem Werkzeug zu machen, um Polen zu einem von den Kommunisten kontrollierten sowjetischen Marionettenstaat zu machen, weshalb er schon 1943 die Beziehungen zur Polnischen Exilregierung abbrach. Stalin gestattete den polnischen Behörden, die Oder-Neiße-Linie trotz der fehlenden internationalen Zustimmung als neue Grenze festzulegen, wodurch es zur Westverschiebung Polens kam, während die alten polnischen Ostgebiete Teil der Sowjetunion blieben. Die Sowjets unterdrückten den antikommunistischen polnischen Widerstand (z. B. durch die Razzia von Augustów) und etablierten mithilfe von lokalen Kollaborateuren die Volksrepublik Polen, einen kommunistischen Satellitenstaat. Die Sowjetunion hatte großen Einfluss auf die inneren und äußeren Angelegenheiten, und die Rote Armee blieb in Polen stationiert. Eine pro-sowjetische Koalition kam in den gefälschten Sejmwahlen von 1947 an die Macht. So wurde Polen ein Teil des Ostblocks. Die sowjetische Kontrolle über die Volksrepublik Polen nahm nach Stalins Tod und dem Polnischen Oktober ab, blieb aber stark. So wurde die polnische Volksarmee durch den 1955 geschlossenen Warschauer Pakt von der Sowjetunion beherrscht. Ein Jahr später schlug die polnische Volksarmee den Posener Aufstand blutig nieder. Polen beteiligte sich 1968 am Einmarsch des Warschauer Pakts in die Tschechoslowakei, um die Reformen des Prager Frühlings zu unterdrücken. Das sowjetische Politbüro beobachtete die Zunahme politischer Proteste in Polen in den späten 1970er Jahren und den anschließenden Aufstieg der antikommunistischen Gewerkschaft Solidarność nach dem Streik in der Lenin-Werft 1980 genau, konnte aber nicht verhindern, dass Polen dem sowjetischen Einflussbereich entglitt. Der sowjetische Einfluss in Polen endete schließlich mit dem Abkommen am Runden Tisch von 1989, mit den Revolutionen von 1989 gegen die von der Sowjetunion unterstützten kommunistischen Regierungen im Ostblock und schließlich mit der offiziellen Auflösung des Warschauer Pakts.

### Beziehungen zwischen Polen und der Russischen Föderation

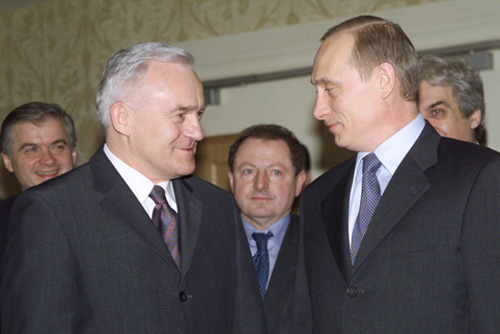
Leszek Miller und Wladimir Putin (2002)

Die modernen polnisch-russischen Beziehungen begannen mit dem Zusammenbruch des Kommunismus – 1989 in Polen mit freien Wahlen und 1991 in Russland (Auflösung der Sowjetunion). Das demokratische Polen lehnte sich eng an den Westen an und etabliert enge Beziehungen zu post-sowjetischen Staaten wie Litauen oder der Ukraine. Trotz einiger Fortschritte in den bilateralen Beziehungen unter Boris Jelzin bleiben diese von der jüngeren Vergangenheit wie dem Massaker von Katyn oder der sowjetischen Okkupation überschattet, welche auf beiden Seiten zu emotionalen Verstimmungen führen. In den 1990er Jahren stieß die Unterstützung von Mitgliedern der tschetschenischen Separatistenbewegung durch die polnische Regierung und zivile Stellen sowie der NATO-Beitritt des Landes bei den Russen auf Kritik, ansonsten waren die Beziehungen aber noch relativ gut. Die polnische Unterstützung der Orangenen Revolution im Jahr 2004 gegen den prorussischen Präsidentschaftskandidaten Wiktor Janukowytsch in der Ukraine führte zu einer erneuten Belastung der Beziehungen. Unter Lech Kaczyński und später Jarosław Kaczyński verschlechterten sie sich weiter. Während des russischen Angriffs auf Georgien 2008 flog der polnische Präsident Lech Kaczyński in die georgische Hauptstadt Tiflis, um dem Land seine Unterstützung zu zeigen. Er hielt eine Rede vor dem georgischen Parlament, in der er davor warnte, dass Russland versuche, seine Vorherrschaft in der Region mit Gewalt wiederherzustellen. Er kam später bei Smolensk bei einem Flugzeugabsturz ums Leben, um den sich in Polen seither zahlreiche Gerüchte ranken, welche ihn mit Russland in Verbindung bringen. Mit der Russische Annexion der Krim 2014 und dem Beginn des Kriegs im Donbas gestalteten sich die Beziehungen zunehmend offen feindschaftlich. 2017 intensiviert Polen ein Programm zu Dekommunisierung und begann verstärkt sowjetische Kriegsmonumente und Denkmäler aus der kommunistischen Zeit zu demontieren.
Gegenüber der wahrgenommenen Bedrohung aus Russland verstärkte Polen die Kooperation mit den Nachbarländern, so z. B. im Rahmen des Lublin-Dreiecks mit Litauen und der Ukraine, weshalb die Außenminister der drei Länder im Juli 2020 eine Vereinbarung unterzeichneten. Polen unterstützt den NATO-Beitritt der Ukraine ausdrücklich und gehört zu den stärksten Befürwortern der NATO-Osterweiterung. Nach dem russischen Überfall auf die Ukraine seit 2022 schloss sich Polen den Sanktionen gegen Russland an und wurde deshalb von den Russen auf die Liste unfreundlicher Staaten gesetzt. Polen unterstützte die Ukraine militärisch, finanziell und humanitär und forderte auch ein direktes Eingreifen der NATO in den Konflikt. Wiederholt kam es, insbesondere im Zuge des in der Ukraine geführten Krieges, zu Verletzungen des polnischen Luftraumes durch Russland. Sei es durch Militärdrohnen und Raketen, die teilweise über polnischen Boden abstürzten und/oder explodierten, oder durch das Eindringen von Luftfahrzeugen der russischen Streitkräfte aus Kaliningrad. Um der russischen Bedrohung entgegenzuwirken, kündigte das Land eine deutliche Erhöhung der Militärausgaben an. Im März 2022 wies Polen 45 russische Diplomaten aus. Einer Mitteilung des polnischen Inlandsgeheimdienstes zufolge handelte es sich Botschaftspersonal, das für russische Geheimdienste arbeitete. Im September 2022 beschlossen Polen und die baltischen Staaten, die Einreise für russische Staatsbürger mit Schengen-Visa, einschließlich der von Drittländern ausgestellten Visa, zu sperren. Einen Monat später erklärte der polnische Senat Russland zu einem „Terroristenregime“. Im Mai 2023 stimmte das polnische Parlament für ein Gesetz zur Einrichtung einer Kommission zur Untersuchung mutmaßlichen russischen Einflusses im Zeitraum von 2007 bis 2022. Ab 2022 häuften sich in Polen Brandstiftungen, Cyberangriffe auf kritische Infrastruktur (wie bspw. auf die Wasserversorgung einer Großstadt) und anderweitige Sabotageaktionen (wie bspw. auf die polnische Bahn), die durch Russland organisiert wurden. Polen wurde unter anderem zum Ziel des hybriden Kriegs, da die westlichen Militär- bzw. Rüstungslieferungen an die Ukraine über den Flughafen Rzeszów abgewickelt werden bzw. Polen als Transitland für die Rüstungstransporte an die Ukraine fungiert.

## Wirtschaftsbeziehungen
In der kommunistischen Ära unterhielten beide Staaten enge wirtschaftliche Beziehungen und die Sowjetunion war für Polen zusammen mit der DDR der wichtigste Handelspartner. Nach dem Ende des Kommunismus richtete Polen seine Volkswirtschaft neu aus, importierte jedoch weiterhin große Mengen an Erdöl und Erdgas aus Russland, wobei eine große Abhängigkeit bestand. Mit der Verschlechterung der politischen Beziehungen zu Russland hat Polen nach 2014 begonnen durch die Errichtung von LNG-Terminals seine Energielieferanten zu diversifizieren. 2022 exportierte Polen noch Waren im Wert von 4,7 Milliarden Euro nach Russland, was 40 Prozent weniger als im Vorjahr war.

## Militär und Sicherheitspolitik
Nach dem Zweiten Weltkrieg wurde die neue polnische Armee maßgeblich von den Sowjets aufgebaut und 1945 machten sowjetische Generäle und Berater 80 % des Offizierskaders der polnischen Streitkräfte aus. In Polen waren zahlreiche Kräfte der Roten Armee stationiert (1945 ca. 500.000 und 1989 noch knapp 40.000). Die sowjetischen Streitkräfte zogen schließlich 1993 aus Polen ab und das Land trat 1999 der NATO bei, was in Russland für Proteste sorgte. Ein Streitpunkt war und ist auch die Stationierung von NATO-Raketenabwehrsystemen in Polen und der Status der russischen Exklave Kaliningrad. Bei russischen Militärübungen wurden Angriffe auf Polen geübt und simuliert. Bei der militärischen Übung Zapad im September 2009 wurden ein simulierter nuklearer Angriff auf Polen, die Niederschlagung eines Aufstands der polnischen Minderheit in Belarus und zahlreiche offensive Operationen geübt. Als strategische Hauptbedrohung hat Polen deshalb seine nationale Sicherheits- und Verteidigungspolitik voll und ganz auf Russland ausgerichtet, mit dem Ziel, selbst eine der schlagkräftigsten Armeen in Europa aufzubauen.

## Polnisch-russische Grenze
Seit dem Zerfall der Sowjetunion und der Wiedererlangung der Unabhängigkeit Litauens, der Ukraine und Weißrusslands ist die polnisch-russische Grenze größtenteils durch die Grenzen zu den jeweiligen Ländern ersetzt worden, aber es gibt immer noch eine 210 km lange Grenze zwischen Polen und der Oblast Kaliningrad. Im Jahr 2024 begann Polen mit dem Bau von Ostschild eine Reihe von Grenzverstärkungen, die im Kriegsfall eine Invasion Russlands behindern sollen. Auch wurde davon ausgegangen, dass Russland die Grenze nutzen wird, um afrikanische und asiatische Einwanderer illegal nach Europa zu bringen.

## Öffentliche Meinung
Das Bild der beiden Länder im jeweils anderen Land ist durch die schwierige historische Beziehung überschattet, wobei bereits von einer Erbfeindschaft gesprochen wurde. In Polen wird Russland häufig mit der Unterdrückung aus der Zarenzeit und der Sowjetära in Verbindung gebracht. In Russland wird dagegen häufig eine fehlende Dankbarkeit für die Befreiung von dem nationalsozialistischen Besatzungsregime beklagt, wobei der Hitler-Stalin-Pakt bewusst ausgeklammert wird. Die gemeinsame Vergangenheit wurde dabei noch nicht ausreichend aufgearbeitet, trotz Ansätzen in den 1990er und 2000er Jahren.
Laut einer Umfrage des BBC World Service aus dem Jahr 2013 sehen 19 % der Polen den Einfluss Russlands positiv, während 49 % eine negative Meinung hatten. Laut einer Umfrage aus dem Jahr 2022 standen nur 2 % der Polen Russland positiv gegenüber, der niedrigste Wert unter allen befragten Ländern. Laut einer Umfrage von 2023 des Lewada-Zentrums schätzten 42 % der Russen Polen als einen gegenüber Russland unfreundlichen Staat ein.

## Diplomatische Vertretungen
- Polen hat eine Botschaft in Moskau und Generalkonsulate in Irkutsk, Kaliningrad und Sankt Petersburg.
- Russland hat eine Botschaft in Warschau und Generalkonsulate in Danzig, Krakau und Posen.

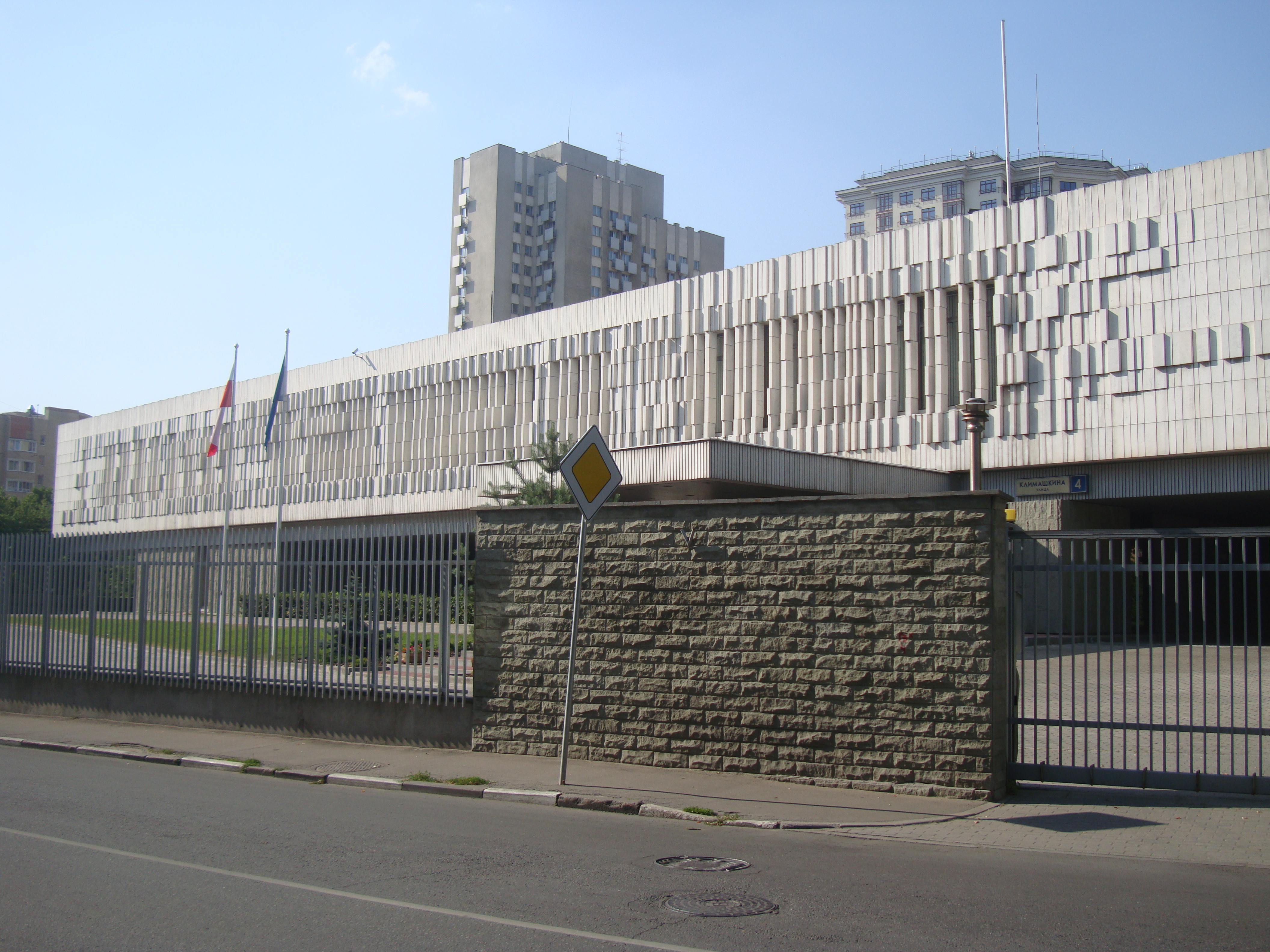
Polnische Botschaft in Moskau
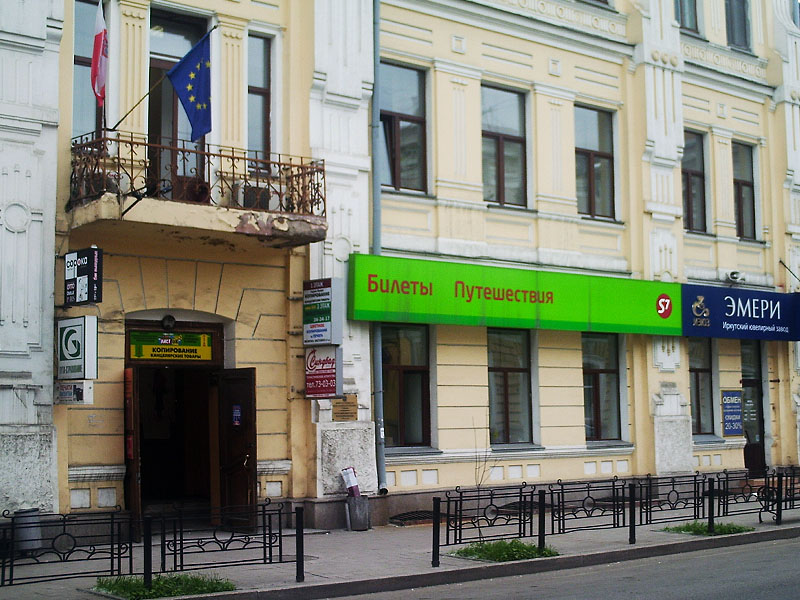
Polnisches Generalkonsulat in Irkutsk
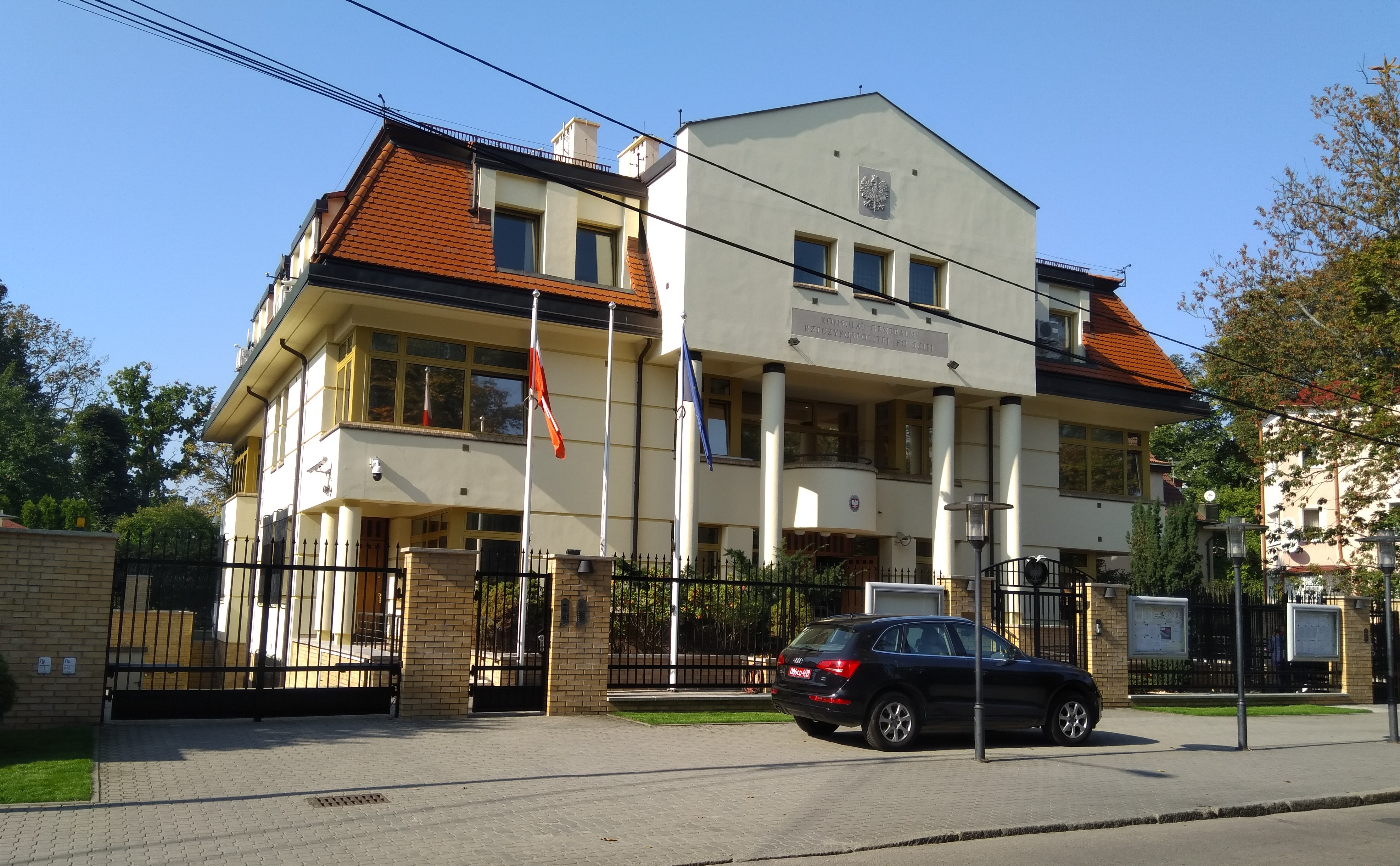
Polnisches Generalkonsulat in Kaliningrad
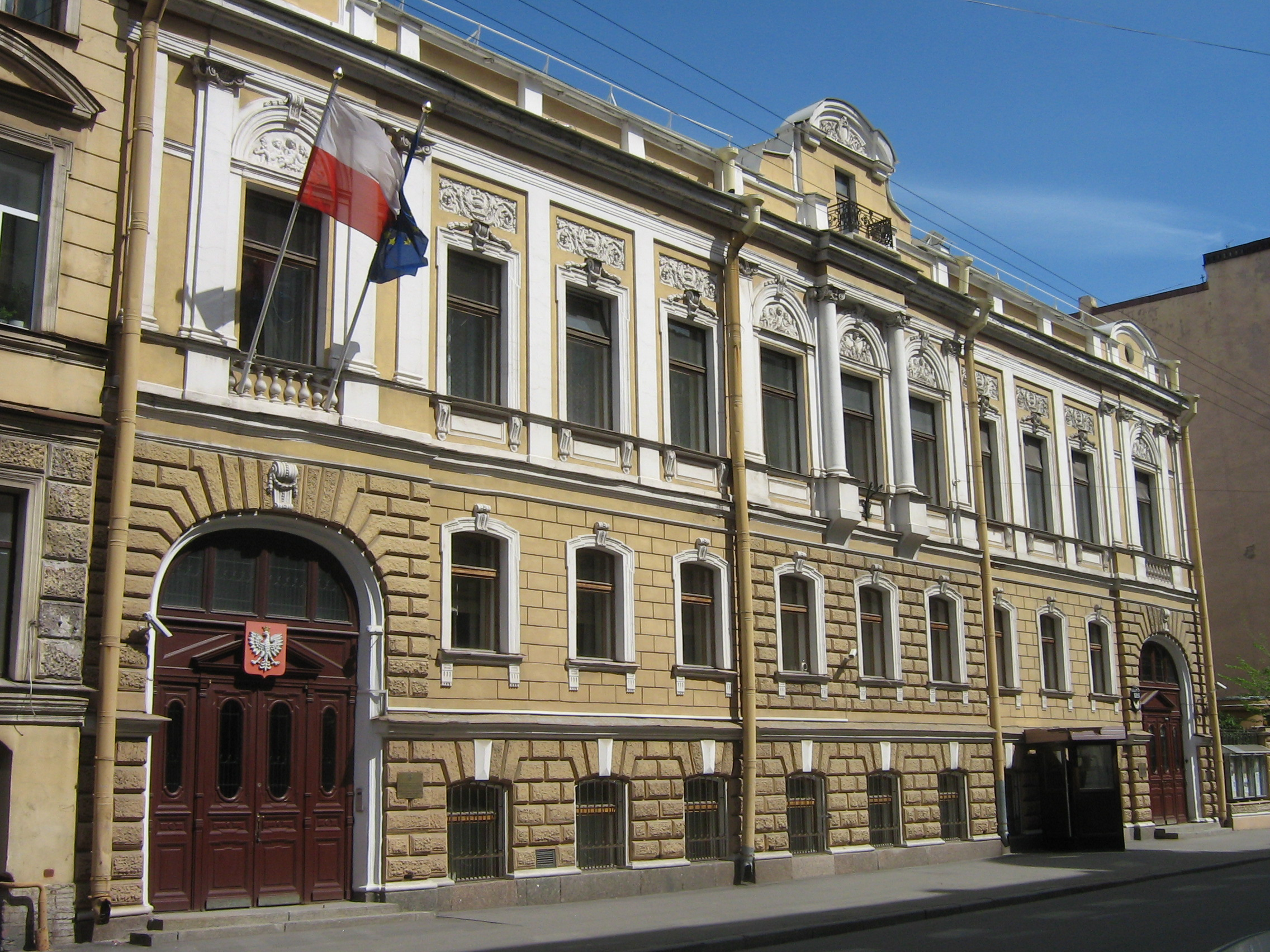
Polnisches Generalkonsulat in Sankt Petersburg

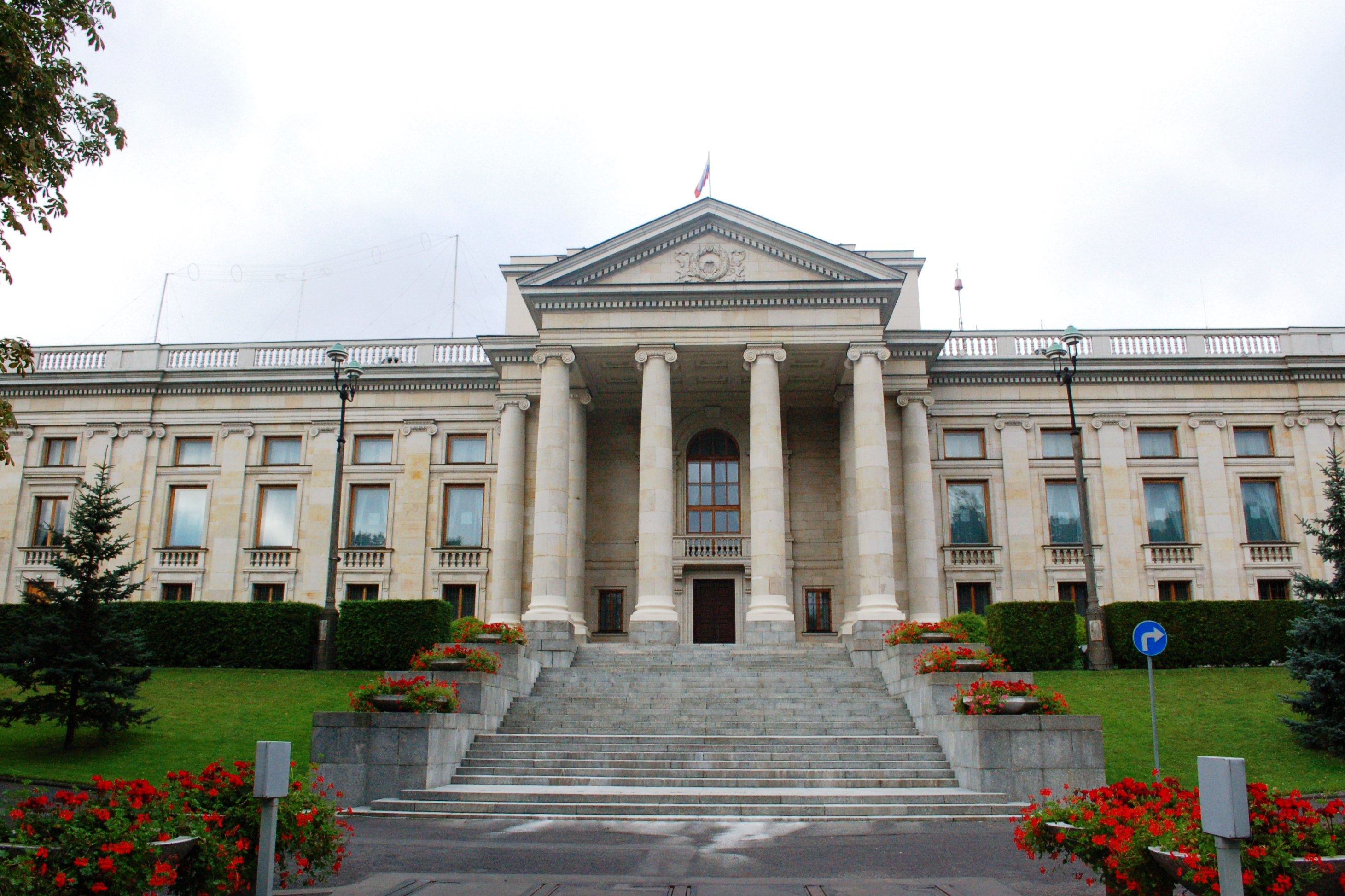
Russische Botschaft in Warschau
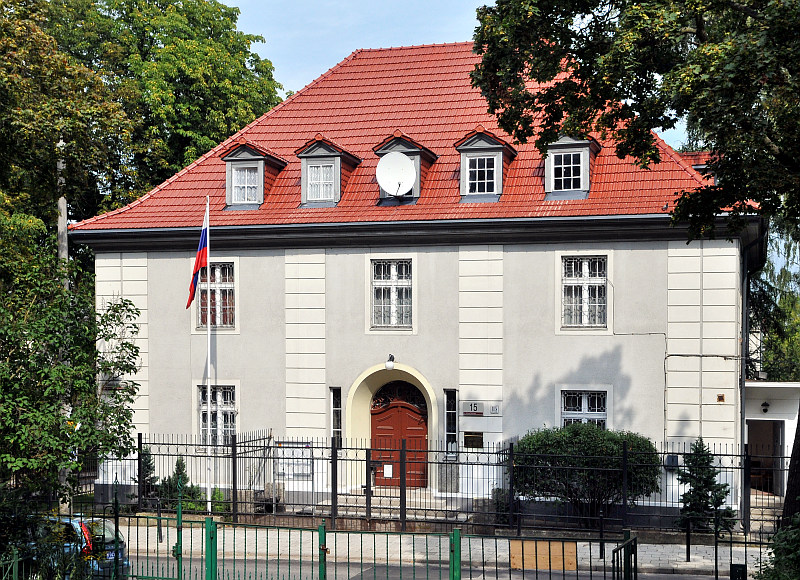
Russisches Generalkonsulat in Danzig
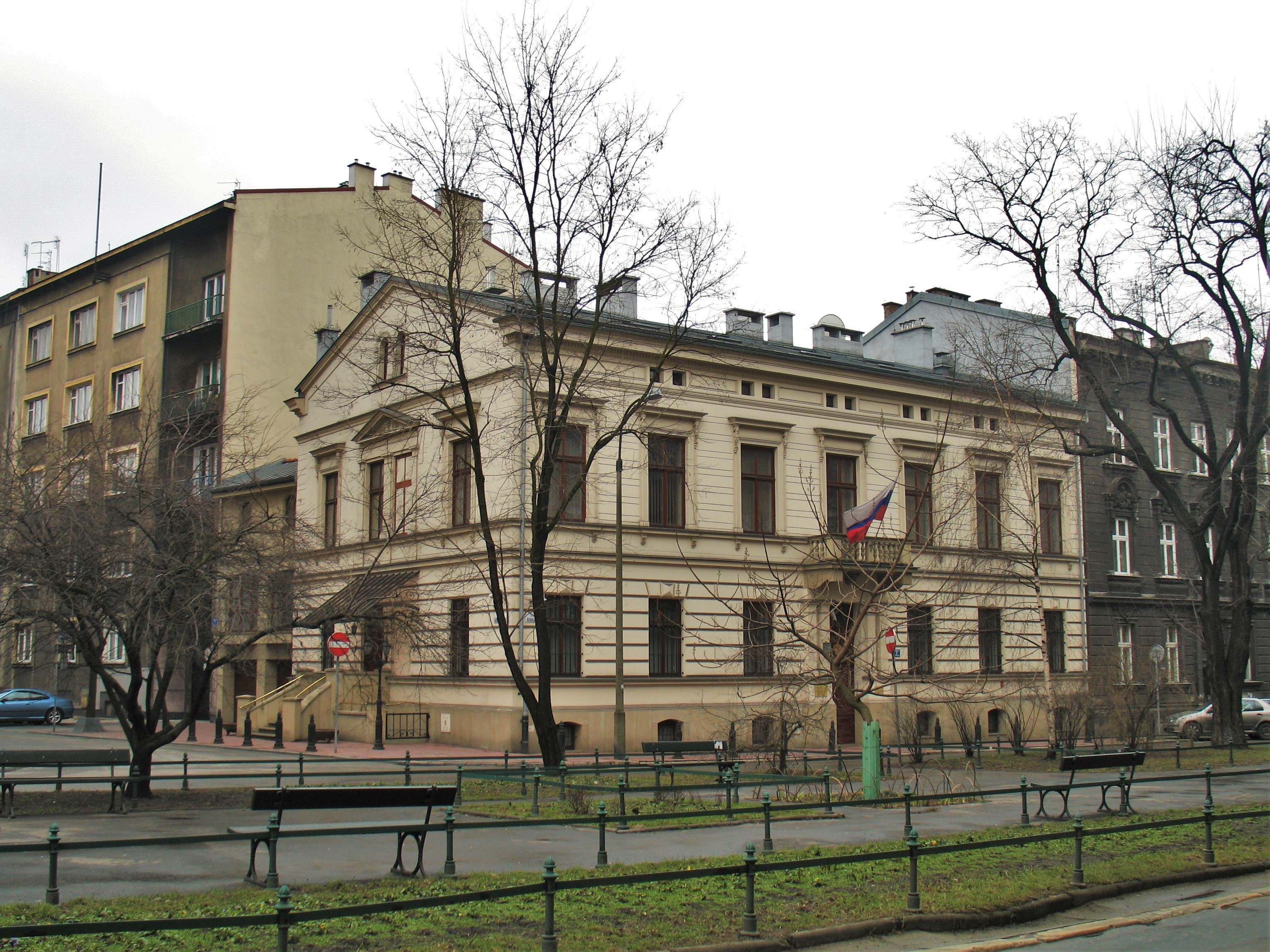
Russisches Generalkonsulat in Krakau
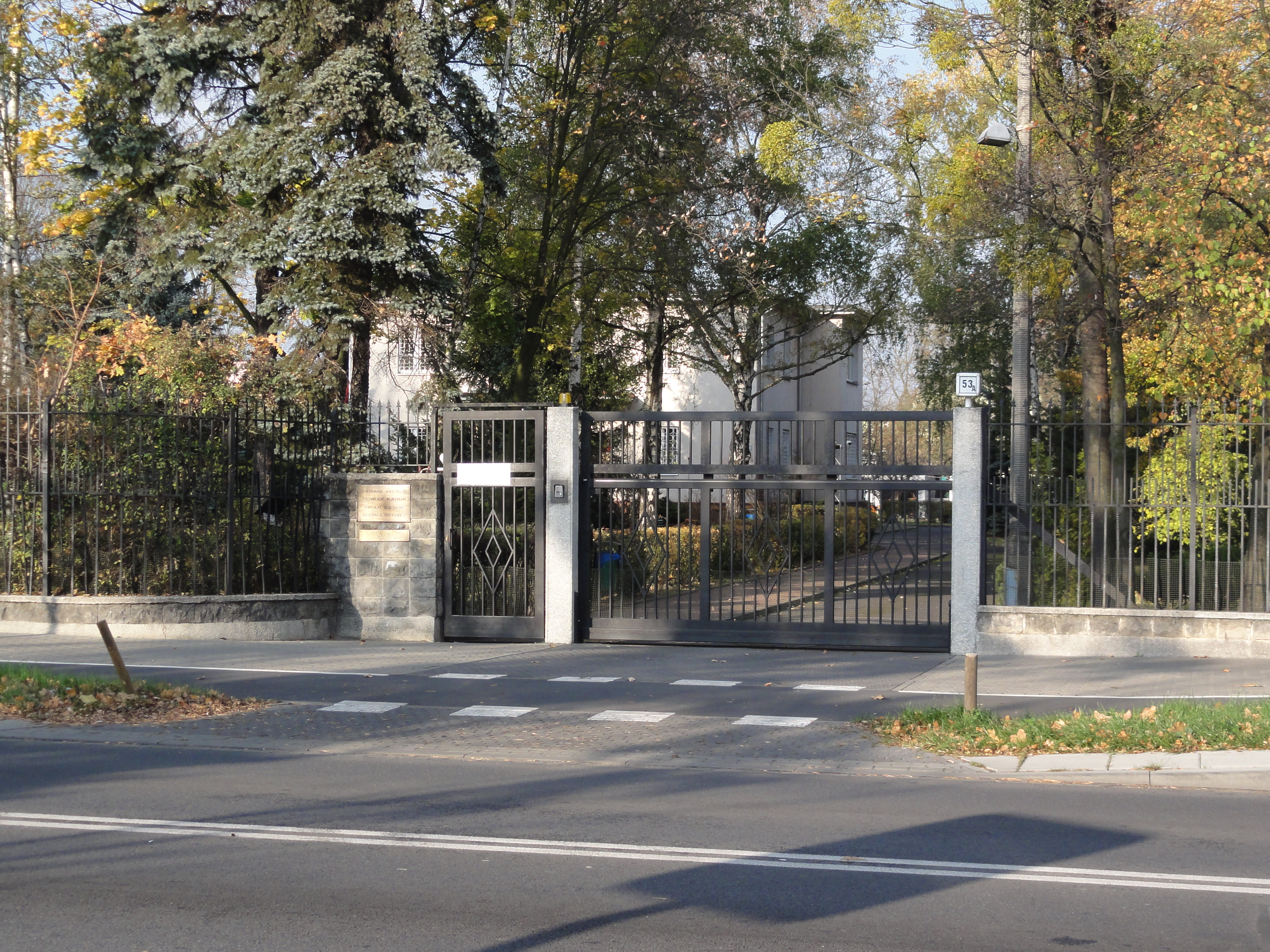
Russisches Generalkonsulat in Posen